# Botanophila destinatum
Botanophila destinatum este o specie de muște din genul Botanophila, familia Anthomyiidae. A fost descrisă pentru prima dată de Huckett în anul 1965.
Este endemică în Alaska. Conform Catalogue of Life specia Botanophila destinatum nu are subspecii cunoscute.